# CGC Viareggio 1996-1997
Questa voce raccoglie le informazioni riguardanti del CGC Viareggio nelle competizioni ufficiali della stagione 1996-1997.

## Stagione
Ventiduesimo campionato di Serie A1. In estate il Viareggio viene ripescato in quanto due società falliscono e non si presentano in Serie A1. Undicesimo posto come l'anno scorso e questa volta retrocessione senza ripescaggio. Dopo dodici stagioni consecutive abbandona la massima serie.

## Maglie e sponsor
| 1ª divisa | 2ª divisa |

## Organico

### Giocatori
Dati tratti dal sito internet ufficiale della Federazione Italiana Sport Rotellistici.
| N° | Naz.              | Ruolo | Sportivo              |  |  |  |
| -- | ----------------- | ----- | --------------------- |  |  |  |
|    | Italia (bandiera) | P     | Vannucci              |  |  |  |
|    | Italia (bandiera) | P     | Davide Martinelli     |  |  |  |
|    | Italia (bandiera) | E     | Stefano Camporeggi    |  |  |  |
|    | Italia (bandiera) | E     | Nicola Felicetti      |  |  |  |
|    | Italia (bandiera) | E     | Gemo                  |  |  |  |
|    | Italia (bandiera) | E     | Bertolucci            |  |  |  |
|    | Italia (bandiera) | E     | Emanuele Giordani     |  |  |  |
|    | Italia (bandiera) | E     | Chini                 |  |  |  |
|    | Italia (bandiera) | E     | Petrucci              |  |  |  |
|    | Italia (bandiera) | E     | Alessandro Martinelli |  |  |  |